# Rudi se žení
Rudi se žení byl český němý film z roku 1911. Jde o jeden ze čtyř dílů grotesek o pražském švihákovi Rudim, jehož postavu si vymyslili pražský kabaretiér Emil Artur Longen a filmař Antonín Pech a natočili ve společnosti Kinofa. Další díly: Rudi na křtinách, Rudi na záletech a Rudi sportsman.
Postavu Rudiho vytvořil Emil Artur Longen, ale o filmu chybí jakékoliv další informace, film nebyl ani dokončen, a tak se nedostal do distribuce. Filmové materiály jsou ztracené.